# Tweetaktdieselmotor

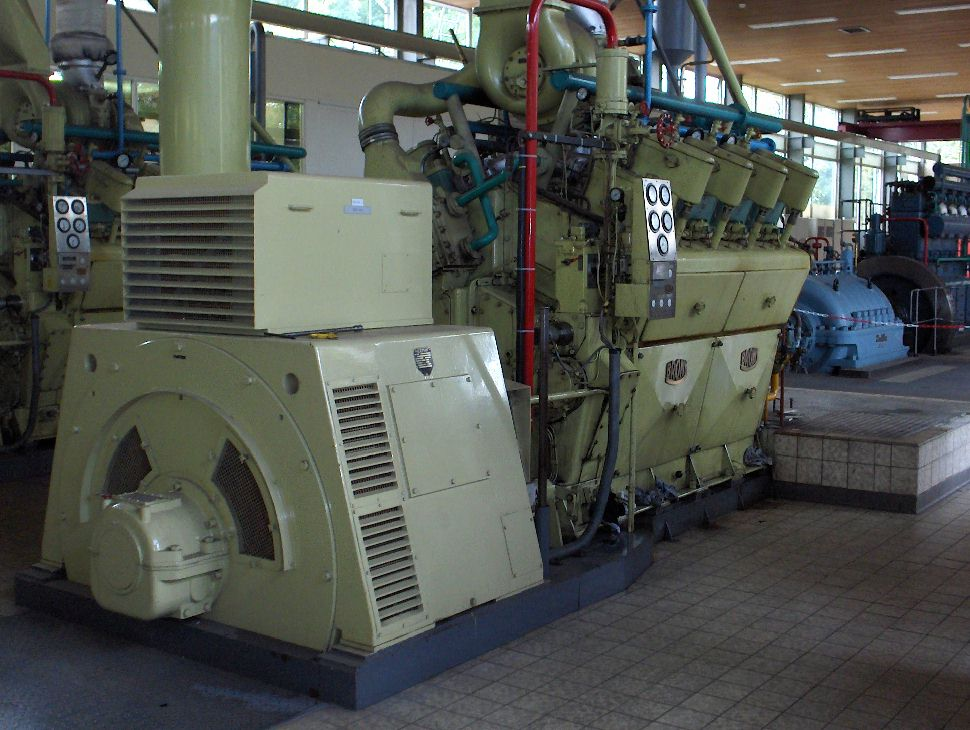
Brons GV tweetaktdieselmotor met Heemaf generator

Tweetaktdieselmotoren of tweeslagdieselmotoren zijn dieselmotoren die werken volgens het tweetaktprincipe. Tweetaktdiesels worden toegepast in schepen, dieselhydraulische en dieselelektrische locomotieven en Amerikaanse vrachtauto's.
Een dieselmotor is een zuigermotor die werkt volgens het principe van zelfontbranding. Als lucht wordt samengeperst wordt deze heet. Bij grote compressie zelfs heet genoeg om de onder hoge druk ingespoten brandstof spontaan te laten ontbranden. De dieselmotor is uitgevonden in 1897 door Rudolf Diesel. De meeste diesels zijn viertakt.

## Werking
Een tweetaktdiesel heeft cilinders waarvan de cilinderwanden onderaan zijn doorboord. Er zitten grote gaten (de spoelpoorten) in die onder een hoek zijn geboord. Als de zuiger in het onderste dode punt staat, wordt door deze spoelpoorten lucht naar binnen geblazen. Door de hoek van de poorten en de speciale vorm van de kop van de zuiger gaat de lucht wervelen waardoor een betere vulling ontstaat.
Als de zuiger weer naar boven gaat sluit deze de poorten hermetisch af. De lucht wordt samengedrukt (compressie) en wordt daardoor verhit. Als de zuiger bijna het bovenste dode punt heeft bereikt, wordt dieselbrandstof ingespoten. Bij tweetaktdiesels gebeurt dit in het algemeen met pompverstuivers. De brandstof ontbrandt spontaan waardoor de zuiger naar beneden geduwd wordt (arbeidsslag).
Voor de spoelpoorten weer vrij komen, worden er een of meer uitlaatkleppen geopend, waardoor de verbrande gassen kunnen ontsnappen. Voordat de zuiger het onderste dode punt bereikt is er alweer schone lucht door de carterdruk via de spoelpoorten naar binnen geblazen en wordt er daardoor nog extra gespoeld om alle uitlaatgassen uit de cilinder te verwijderen.
Een compleet arbeidsproces omvat dus alleen één neergaande en één opgaande beweging van de zuiger, oftewel twee slagen. Tweetaktdieselmotoren zijn tegenwoordig altijd uitgerust met een aparte compressor om voldoende lucht in overdruk in de cilinders te blazen. Deze compressor kan een Roots compressor zijn.

## Slagen
Tweetaktdieselmotoren werken volgens hetzelfde principe als tweetaktbenzinemotoren:
Voorafgaandelijk aan de compressie wordt op het onderste dode punt de uitlaatgassen uitgeblazen met verse lucht welke onderaan binnenkomt via de spoelpoorten en bovenaan uitgedreven wordt via de uitlaatkleppen.
- Een compressieslag (zuiger ↑), waarbij de lucht wordt samengedrukt (gecomprimeerd). De compressieverhouding is echter zeer hoog, ca. 30:1 in plaats van ca. 10:1 voor benzinemotoren. Hierdoor wordt de lucht heet genoeg (700 à 900 °C) om de brandstof spontaan te laten ontbranden. De zelfontbrandingstemperatuur van diesel is 320 à 360 °C. Aan het einde van de compressieslag wordt de brandstof ingespoten. De verbranding produceert een heet gasmengsel van 60 à 180 bar en 2000 à 2500 °C warm.
- Een arbeidsslag (zuiger ↓): de zuiger wordt door de ontstane verbrandingsdruk van 60 à 180 bar naar omlaag geduwd.

Omdat elke op- of neergaande beweging van de zuiger een slag genoemd wordt, is dit dus een tweeslag- of tweetaktmotor.

## Tweetaktdiesel met indirecte inspuiting
Veel oudere dieselmotoren werken volgens het indirecte principe: de brandstof wordt daarbij niet rechtstreeks boven de zuiger ingespoten maar in een aparte voorkamer (ook wel wervelkamer genoemd). De combinatie van druk en temperatuur bleef bij die oude machines onvoldoende om te kunnen starten. Op de wervelkamer werd daarom een deksel met een holle gloeibol gemonteerd, die met petroleum of gas voor het starten eerst roodheet diende te worden gestookt. Vandaar de naam gloeikopdiesel. De drukvulling geschiedde door de neergaande slag van de zuiger, die de lucht in het carter comprimeerde. Via een aan de buitenzijde van de cilinderwand aangebrachte omleiding voerde deze naar de spoelpoort. In de omleiding zat ook een afsluitklep, die gekoppeld was aan het vooruit-achteruit mechanisme, en ervoor zorgde dat in de neutraalstand de motor niet op hol kon slaan door de toevoer van lucht af te sluiten. De smoorklep.

## Tweetaktdiesel met waterinjectie
Om bij gloeikopmotoren extra vermogen op te wekken werd er in de wervelkamer naast de brandstofinspuiting ook een waterinspuiting gemonteerd, die werd gevoed met koud, schoon buitenwater via een speciale waterpomp met excentriek op de hoofdas. Dat water werd opgepompt als koelwater en afgeleid via een apart leidinkje van het koelsysteem naar een speciaal watervat in de machinekamer. De inspuiting van water leverde ongeveer 10% extra vermogen.

## Klassieke tweetaktdieselmotor

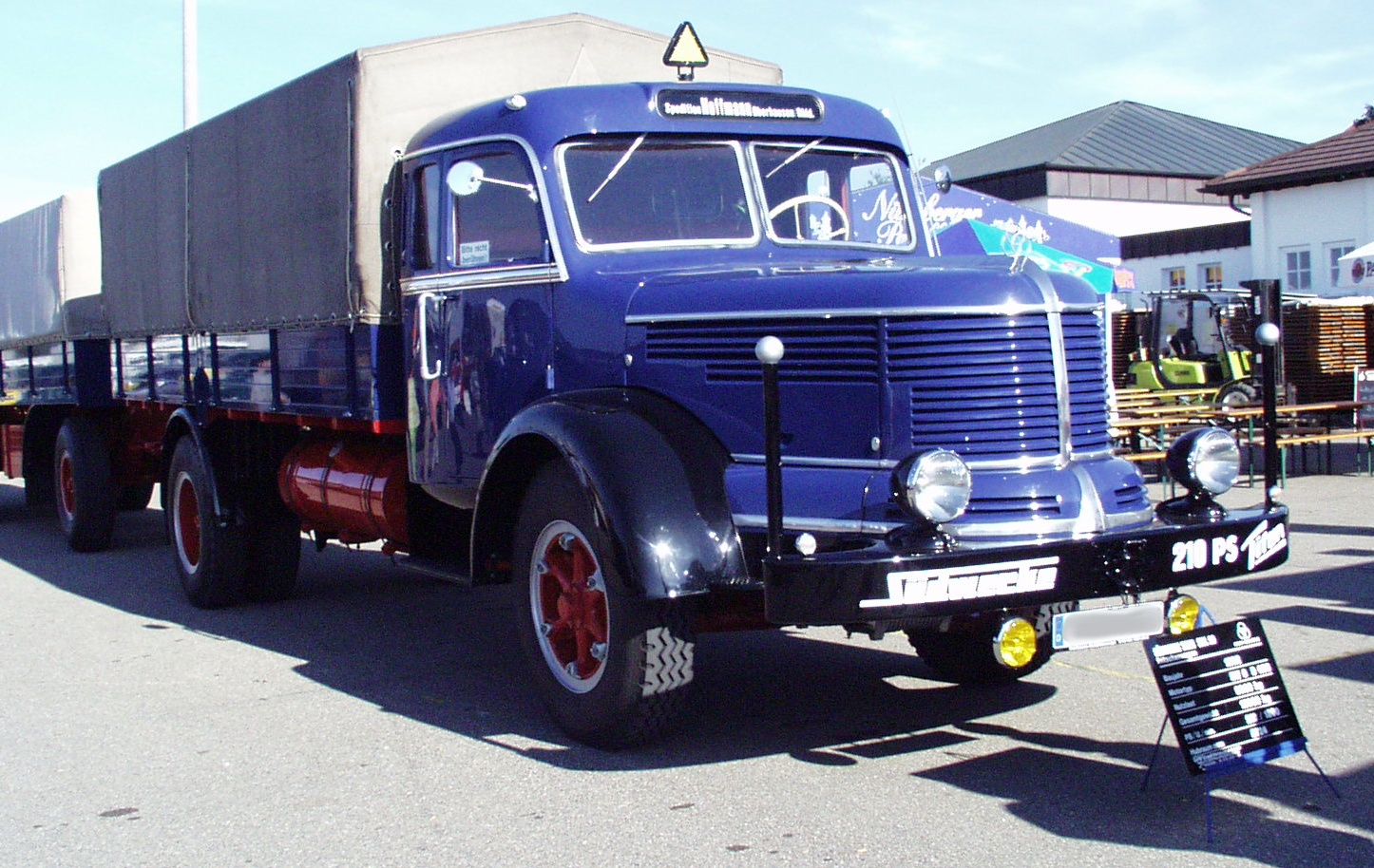
Een van de grootste vrachtwagens met Diesel-tweetaktmotor was de Krupp Titan

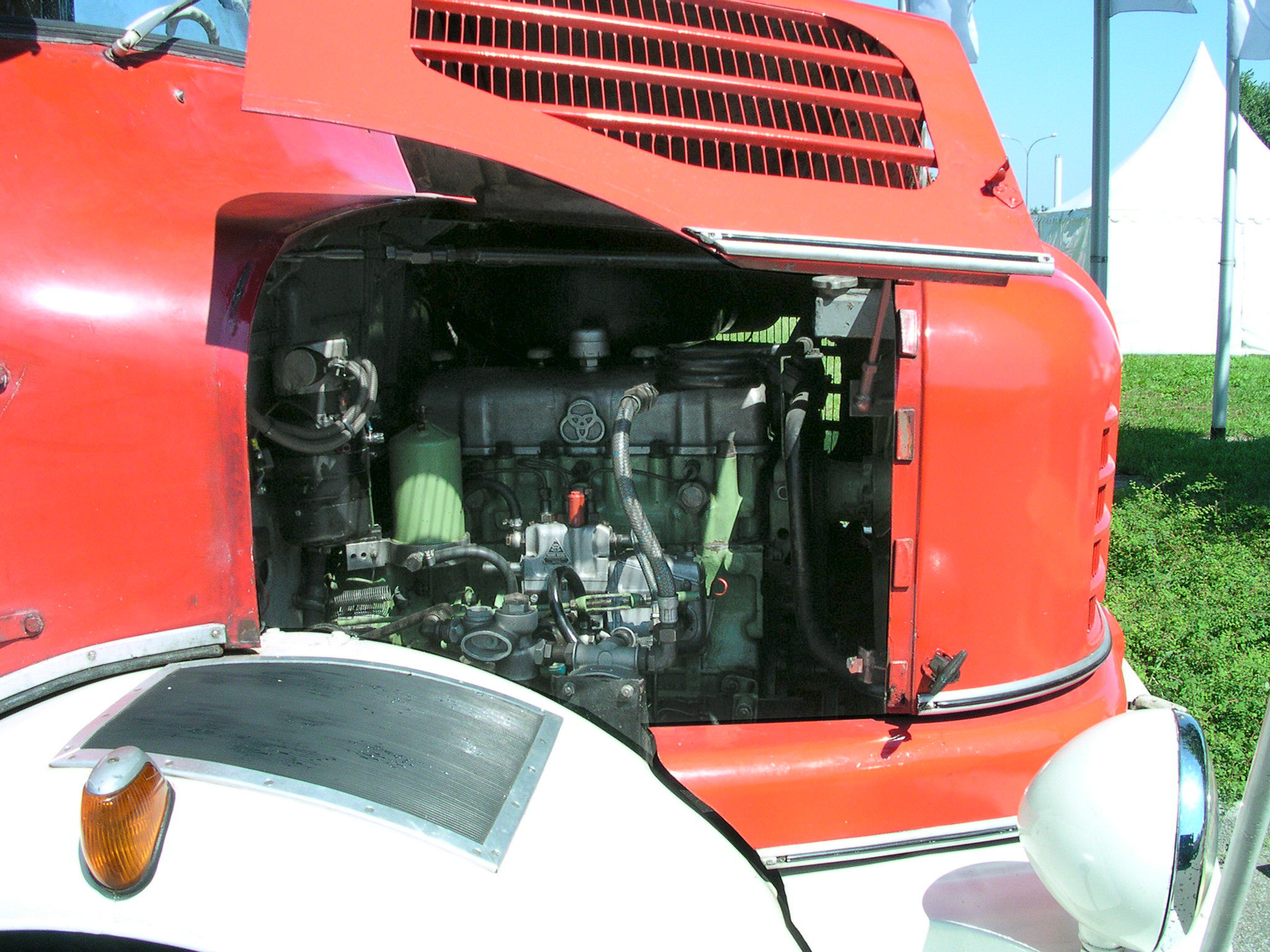
Diesel-tweetaktmotor van een Krupp Elch

De wereldwijd best bekende tweetaktdieselmotoren zijn de series 53, 71, 92 en 149 van de Detroit Diesel Corporation (DDC). De cijfers geven de slagvolume van een cilinder aan in kubieke duim.
Deze tweetaktmotoren hebben altijd uitlaatkleppen in de cilinderkop - idealiter tot vier - en zijn altijd van een Roots compressor voorzien - idealiter met voorgeschakelde turbolader en watergekoelde intercooler.
Bij een tweetaktdieselmotor wordt de verse lucht door spoelpoorten onderaan de cilinder ingeblazen. Om de rookgassen door de uitlaatkleppen weg te drukken, is er een hogere druk nodig, die de Roots compressor levert.

## Treinen

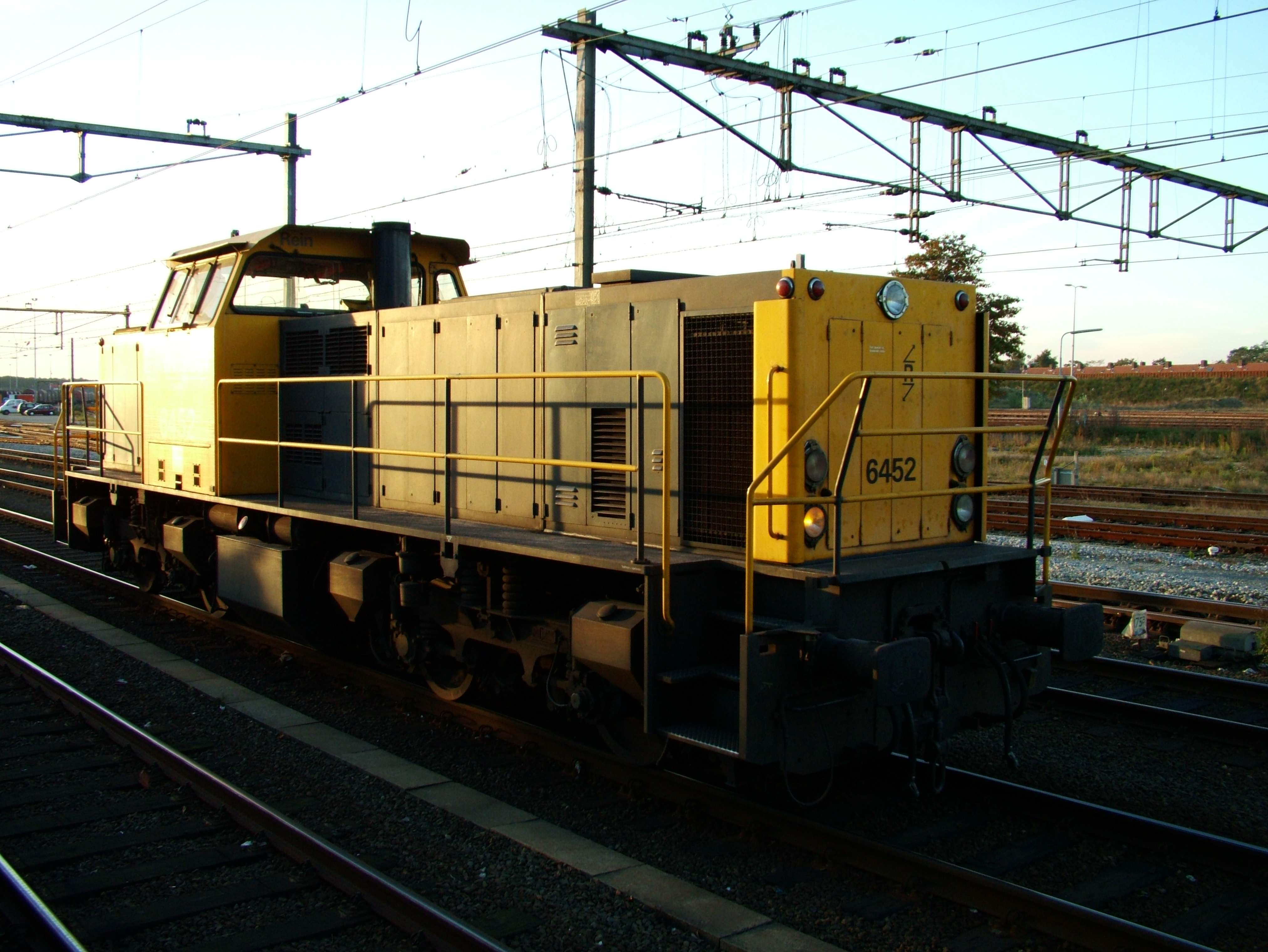
Railion 6452

De dieselelektrische locomotief werkt met een tweetaktdieselmotor. Een dure versnellingsbak is hier niet meer nodig, omdat het toerental van de verbrandingsmotor geen invloed heeft op de snelheid van de trein. De stroom die de generator levert kan geregeld worden door het toerental van de dieselmotor op te voeren of de veldstroom van de generator te veranderen. Gaat de stroomgenerator sneller ronddraaien of wordt de veldstroom van de generator opgevoerd, dan wordt er meer elektrisch vermogen opgewekt. Dit vermogen wordt opgeslagen in grote loodbatterijen of accu's welke dienstdoen als buffer of piekcapaciteit. De gelijkstroom uit de batterijen wordt toegevoerd aan seriemotoren. Deze motoren hebben een enorm groot aanloop- of startkoppel en zijn onnoemelijk sterk, ze slaan op hol als ze geen weerstand ondervinden. Deze motoren hebben voldoende aanloopkoppel en zijn daardoor sterk genoeg om een hele goederentrein van honderden tonnen in beweging te krijgen. Een voorbeeld van een dieselelektrische locomotief is de DE 6400 die in Nederland veel gebruikt wordt.

## Voordelen
De tweetaktdiesel heeft evenals de tweetaktbenzine een slechte naam, maar is in meerdere opzichten beter dan de viertakt.
- Gewicht en vermogen. Met een arbeidslag per omwenteling levert een tweetaktdiesel theoretisch het dubbele vermogen dan een viertakt van dezelfde cilinderinhoud. Een tweetaktmotor met hetzelfde vermogen als een viertakt is lichter. Duidelijk hogere verhouding vermogen/gewicht. Ideaal voor traktorpulling, als bootmotor en scheepsdiesel.
- Loopt op alle mogelijk brandstoffen, ook op alcohol/ethanol.
- Reactietijd en acceleratie. Omdat elke cilinder een arbeidsslag levert per omwenteling is er een snellere reactie op belastingsvariaties.
- Duurzaamheid. De belasting op een tweetakt is minder dan een viertakt omdat er twee minder sterke krachtsimpulsen zijn per twee omwentelingen dan de enkele zwaardere van de viertakt. Bij normale belastingen en toerentallen is er geen wisseling van krachten op de zuigers, drijfstangen en lagers. Deze constante belasting vermindert de kortdurende impactbelasting op deze delen. Een lichtere belasting betekent voor de tweetakt een compactere bouw. Voor hetzelfde vermogen kunnen dus kleinere cilinders, drijfstangen en zuigers gebruikt worden met lagere zuigersnelheden, wat minder slijtage betekent. Deze veranderingen verhogen de levensduur van de motor. Duidelijk langere levensduur, in de VS zijn industriemotoren met 150.000 arbeidsuren bekend.
- Beter rendement door hogere werkingstemperaturen. Geen onnodig afkoelen door de viervoudige spoeling bij viertakt.
- Gelijkmatiger loop. Tweetaktmotoren lopen soepeler dan de viertakttypes. Dit komt doordat de tweetakten twee keer zoveel arbeidsslagen hebben bij hetzelfde toerental. Daarbij zijn de krachtimpulsen lichter en omdat het er meer zijn is er minder demping nodig van een vliegwiel. Als gevolg hiervan kan de motor sneller accelereren en reageren op variërende belastingen.
- Lagere uitlaatgassentemperaturen. Bij hetzelfde brandstofverbruik gaat er meer lucht door een tweetaktdiesel, het resultaat daarvan is dat de uitlaatgassen een lagere temperatuur hebben. Daardoor een langere levensduur van de kleppen en de turbo.
- Hogere zuigerbelasting. De belasting op de zuigers in een tweetaktdiesel zijn hoger dan in een viertakt, dit komt doordat er altijd een druk op de zuiger aanwezig is. Bij de verbranding en daarna bij het uitstoten van de uitlaatgassen. Alleen op het BDP en ODP is heel even de druk niet aanwezig. Hierdoor is er weinig tijd om een oliefilm op te bouwen die de zuiger en zuigerpin smeert. Sommige ontwerpen gebruiken een soort ballbearing in de zuiger om deze onder druk te smeren en te koelen.

## Merken
- Burmeister & Wain, in 1980 overgenomen door MAN Diesel
- Sulzer, waarvan de dieselmotorenafdeling in 1997 over werden genomen door Wärtsilä
- Nobel-Diesel
- Cammell Laird
- North British Diesel Engine Works
- Machinefabriek Bolnes
- De Appingedammer Bronsmotorenfabriek ontwikkelde in 1926 het type T, een tweetaktdieselmotor in vier uitvoeringen. Later volgden nog andere typen
- Stork
- Doxford
- Mitsubishi Heavy Industries
- Fiat Grandi Motori
- Detroit Diesel Corporation (DDC). De wereldwijd best bekende tweetaktdieselmotoren zijn de series 53, 71, 92 en 149 van de Detroit Diesel Corporation (DDC)
- Junkers is vooral bekend om zijn tweetakt-dieselmotoren. Opvallend aan een Junkers-motor is het feit dat in 1 cilinder 3 zuigers gebruikt worden en 3 drijfstangen. De motor heeft geen kleppen, wel gleuven in de cilinderwand. De onderste zuiger (komt omhoog tijdens de compressie) opent en sluit de uitlaat en wordt door 1 zuigerstang aangedreven. De middelste zuiger (komt omlaag tijdens de compressie) opent en sluit de inlaat, en wordt door 2 lange zuigerstangen aangedreven. De bovenste zuiger is op de middelste gemonteerd, en werkt in een breder gedeelte van de cilinder, dat door de cilinderkop afgesloten wordt en zo een compressor voor de inlaatlucht vormt. Dit type motor was begin jaren 1940 de eerste succesvolle snellopende diesel